# رومن پویت
رومن پویت (انگلیسی: Romain Poyet؛ زادهٔ ۲۵ نوامبر ۱۹۸۰) بازیکن فوتبال اهل فرانسه است.
از باشگاه‌هایی که در آن بازی کرده‌است می‌توان به باشگاه فوتبال کلرمون فوت، باشگاه ورزشی آمیان، باشگاه فوتبال کان، باشگاه فوتبال دیژون، باشگاه فوتبال استاد برستوا ۲۹، و باشگاه فوتبال اوسر اشاره کرد.